# Fort McDowell
Pour les articles homonymes, voir McDowell.
Fort McDowell est une localité américaine située dans le comté de Maricopa, en Arizona. La Javelina Jundred, un ultra-trail de 100 milles, y est disputé chaque année depuis 2003.